# Hans-Gert Roloff
Hans-Gert Roloff (* 11. September 1932 in Hohenstein, Ostpreußen) ist ein emeritierter Professor für Mittlere Deutsche Literatur und Neulateinische Literatur an der Freien Universität Berlin.

## Leben und Wirken
Roloff wurde 1932 in Hohenstein im Landkreis Osterode als Sohn einer Gutsbesitzerfamilie geboren. Seine Mutter Anna Elisabeth, geborene Abramowska, stammte aus einer polnischen Adelsfamilie. Der Vater Johannes kam im März 1945 als Offizier der Wehrmacht an der Ostfront ums Leben. Roloff kam 1944 mit seiner Mutter nach Berlin, wo er das Goethe-Gymnasium besuchte und anschließend Deutsche Philologie, Altphilologie und Philosophie unter anderem bei Richard Alewyn, Richard Newald, Helmut de Boor und Wolfgang Baumgart studierte.
Nach dem Staatsexamen im Jahr 1958 war er in Berlin als Assistent tätig und wurde 1965 mit einer Dissertation über die Melusine des Thüring von Ringoltingen promoviert. Seit 1966 Dozent an der TU Berlin, habilitierte er sich 1970 mit einer Arbeit über das Drama des 16. Jahrhunderts und wurde Professor an der TU Berlin. Als solcher war er Geschäftsführender Herausgeber des in Frankfurt am Main im Athenäum-Verlag erscheinenden Jahrbuch für Internationale Germanistik. 1984 wechselte er an die FU Berlin, wo er die Leitung des unter seiner Ägide gegründeten Instituts für Mittlere Deutsche Literatur übernahm. Im Sommersemester 1997 wurde er pensioniert, blieb seither aber weiterhin seinem Fach und früheren Institut aktiv verbunden.
Während seiner Zeit als Professor an der TU Berlin bzw. der FU Berlin nahm er verschiedene Gastprofessuren wahr, so 1981 an der University of Melbourne, 1988 war er Gastprofessor an der Sorbonne, 1995 an der University of Kansas in Lawrence und schließlich 1997 an der Universität Breslau.
Roloff ist der Entdecker des Tugent Spyls, eines von Sebastian Brant verfassten und 1512/13 von ihm in Straßburg aufgeführten deutschsprachigen Zweitagespiels mit einer Rahmenhandlung nach der Prodikos-Fabel von Herkules am Scheidewege. Das Tugent Spiel, das, wie man heute weiß, nach dem Narrenschiff das bedeutendste deutschsprachige Werk Sebastian Brants ist, war in seiner Existenz und Aufführung lange Zeit nur durch beiläufige Aussagen Jakob Wimphelings bezeugt und wurde von Roloff in dem einzigen erhaltenen Druck, einer postumen Straßburger Ausgabe von 1554, in der Herzog August Bibliothek in Wolfenbüttel entdeckt und 1968 neu herausgegeben.
Roloffs hauptsächliches Forschungsgebiet ist die deutsche und neulateinische Literatur des 14. bis 18. Jahrhunderts, um deren Kenntnis und philologische Erschließung er sich besonders als Herausgeber mehrerer Veröffentlichungsreihen verdient gemacht hat. In kritischer Auseinandersetzung mit herkömmlichen Periodisierungsprinzipien setzte er sich in der deutschen und internationalen Germanistik dafür ein, die spätmittelalterliche und frühneuzeitliche deutsche Literatur bis zum 18. Jahrhundert unter dem Begriff „mittlere deutsche Literatur“ als ein eigenständiges und zusammenhängendes Forschungsgebiet zu begreifen, was an der FU Berlin zur Einrichtung eines eigenen Instituts (später Forschungsstelle) für Mittlere Deutsche Literatur führte.
Von der Universität Breslau, mit deren Germanisten er seit den 1970er-Jahren unter damals politisch schwierigen Bedingungen eine enge und auch für die Erschließung von Bibliotheksbeständen auf polnischem Gebiet wissenschaftlich folgenreiche Zusammenarbeit aufgebaut hatte, wurde Roloff auf Antrag der Philologischen Fakultät am 22. Mai 1991 die Ehrendoktorwürde verliehen.